# Stensjön (Tolgs socken, Småland)
Stensjön är en sjö i Växjö kommun i Småland och ingår i Mörrumsåns huvudavrinningsområde.